# Ipercapnia
L'ipercapnia (dal greco hyper: oltre, e kapnos: fumo) è l'aumento nel sangue della concentrazione di anidride carbonica (CO2). L'anidride carbonica è un prodotto di scarto dei processi metabolici cellulari. Nei liquidi corporei si scioglie e forma l'acido carbonico, che durante l'espirazione viene eliminato dai polmoni sotto forma di anidride carbonica. Se questo meccanismo diviene difettoso, l'acido carbonico determina l'acidosi respiratoria accumulandosi nel sangue.
L'opposto dell'ipercapnia è l'ipocapnia.

## Clinica
L'ipercapnia è l'elevazione della pressione parziale di anidride carbonica al di sopra di 45 mmHg. L'anidride carbonica è un prodotto metabolico dei molti processi cellulari all'interno del corpo per elaborare lipidi, carboidrati e proteine. Esistono una serie di meccanismi fisiologici responsabili della moderazione dei livelli di CO2. Questi includono il sistema di tamponamento del pH tra il bicarbonato e la CO2. A causa di questa relazione, l'ipercapnia porta a squilibri nell'equilibrio acido-base.

### Eziologia
Alla sua base, l'ipercapnia è causata da un aumento della produzione metabolica di CO2 o da un'insufficienza respiratoria. Processi metabolici che aumentano la produzione di CO2 possono includere febbre, tireotossicosi, aumento del catabolismo osservato nella sepsi o nell'uso di steroidi, sovralimentazione, acidosi metabolica ed esercizio fisico. L'insufficienza respiratoria è causata dall'impossibilità nell'eliminare la CO2 dal sistema polmonare, che è sinonimo di ipoventilazione secondaria a una diminuzione della frequenza respiratoria o del volume corrente. Questo è dovuto a una diminuzione del drive respiratorio del sistema nervoso centrale, difetti anatomici, risposta neuromuscolare ridotta o aumento dello spazio morto all'interno del polmone. È anche tecnicamente possibile sviluppare ipercapnia attraverso l'esposizione e l'inalazione di aria ambientale ricca di CO2. A seconda dell'eziologia, l'ipercapnia può essere un processo acuto o un processo cronico, distinti attraverso la valutazione del pH. L'ipercapnia acuta avrà una PaCO2 elevata al di sopra dell'intervallo di riferimento normale di 45 mmHg, e il livello di HCO3- sarà nei limiti normali a circa 30 mmHg con una conseguente diminuzione proporzionale del pH nella emogasanalisi del sangue al di sotto di 7,35. L'ipercapnia cronica consente una compensazione renale dei livelli elevati di CO2 nel sangue. Di conseguenza, la PaCO2 sarà elevata al di sopra dell'intervallo di riferimento normale di 45 mmHg e il livello di HCO3- sarà anch'esso proporzionalmente elevato, risultando in uno squilibrio meno grave del pH nell'intervallo basso-normale. È anche possibile che si verifichi una patologia acuta su una base cronica, che crea un quadro combinato con PaCO2 elevata e HCO3- elevato con un pH anormale e ridotto al di sotto di 7,35.

### Epidemiologia
L'ipercapnia è una condizione clinica secondaria ad altre patologie piuttosto che una singola eziologia patologica e pertanto, l'epidemiologia esatta è legata alla specifica patologia causante.

### Fisiopatologia
Uno dei compiti del sistema polmonare è rimuovere l'anidride carbonica dall'organismo attraverso la diffusione gassosa. Ciò richiede un gradiente di diffusione dall'alta concentrazione di sangue arterioso verso l'aria ambientale a bassa concentrazione. Di conseguenza, i gradienti di CO2 si sviluppano e si mantengono, dove la PaCO2 nel sangue arterioso è direttamente proporzionale al tasso di produzione metabolica di CO2 e inversamente correlata al tasso di eliminazione di CO2 attraverso il polmone tramite un'aumentata ventilazione alveolare. La ventilazione alveolare è la rimozione dell'aria alveolare nell'ambiente, definita come il volume minuto espirato che raggiunge gli alveoli ed è determinata dalla ventilazione minuto e dal rapporto tra spazio morto e volume corrente. Il corpo umano è molto adattato e in grado di eliminare CO2 in eccesso prodotta. In sostanza, a meno che non ci sia una significativa perdita di ventilazione polmonare, i processi metabolici non indurranno ipercapnia.
Matematicamente, questa relazione è determinata come:
PaCO2 = 0,863 x VCO2/ VA
-
VA = VE – VD
-
VE = RR x TV
-
TV = RR x volume dello spazio morto
Dove VCO2 è la produzione metabolica di CO2, VA è la ventilazione alveolare, VE è la ventilazione minuto, VD è la ventilazione dello spazio morto, RR è il ritmo respiratorio e TV è il volume corrente.
Queste relazioni indicano che il ritmo respiratorio e il volume corrente sono i due componenti della ventilazione che vengono controllati fisiologicamente o artificialmente per moderare l'eliminazione di CO2. Pertanto, uno squilibrio in uno di questi campi indurrà ipercapnia. È anche importante notare che all'aumentare di PaCO2, diminuisce l'ossigenazione. Questo è spiegato usando l'equazione del gas alveolare:
PaO2 = FiO2 (Patm – PH2O) – PaCO2 / R
Dove FiO2 è la frazione di ossigeno inspirato (0,21 nell'aria ambiente), Patm è la pressione atmosferica, PH2O (47 mm Hg), PaCO2 calcolata dai gas arteriosi e R (0,8 valore standard).

### Esame obiettivo
L'anamnesi e l'esame obiettivo di un paziente con ipercapnia sono altamente variabili a seconda della fonte che ha causato l'ipercapnia stessa. I pazienti possono presentare vari segni e sintomi come cute arrossata, letargia, incapacità di concentrarsi, lievi mal di testa, disorientamento, vertigini, dispnea, dispnea da sforzo, nausea, vomito e affaticamento. Tra i più gravi sono inclusi confusione, paranoia, depressione, contrazioni muscolari anomale, palpitazioni, iperventilazione o ipoventilazione, convulsioni, ansia e sincope. Spesso, se un paziente ha una storia clinica nota di asma o broncopneumopatia cronica ostruttiva, conoscerà i sintomi dell'esacerbazione associandoli all'ipercapnia.
Le conclusioni dell'esame fisico sono tipicamente vaghe ma possono indicare una patologia sottostante e possono includere stato febbrile, obesità, tachicardia, tachipnea, dispnea, stato mentale alterato, rantoli o ronchi o crepitii all'auscultazione, diminuzione dei suoni respiratori, cassa toracica iperrisonante alla percussione, diametro antero-posteriore aumentato del torace e soffio cardiaco. Inoltre possono essere presenti segni di ipossia, epatosplenomegalia, deficit neurologico, confusione, sonnolenza, debolezza muscolare, edema periferico, asterissi, papilledema e dilatazione delle vene superficiali.

### Diagnosi
La diagnosi dell'ipercapnia deve seguire una sospetto clinico, poiché l'elenco diagnostico differenziale è lungo. Gli esami essenziali da considerare nella maggior parte dei pazienti includono:
- Emocromo completo per determinare la presenza di anemia.
- Profilo metabolico completo per valutare specificamente sodio, potassio e cloruro, poiché le variazioni in questi elettroliti sono spesso la fonte dei sintomi. L'HCO3- è anche importante da valutare per determinare se si sta verificando una compensazione per lo sviluppo di acidosi respiratoria.
- Ormone stimolante la tiroide per valutare la presenza di ipertiroidismo o ipotiroidismo sottostanti che potrebbero causare tireotossicosi.
- Emogasanalisi arteriosa o venosa è probabilmente il test di laboratorio più prezioso poiché consente di valutare lo stato del pH, la CO2 sierica e l'HCO3- sierico. Inoltre, è possibile calcolare un gap anionico per aiutare a determinare se l'acidosi è di natura metabolica o respiratoria.
- La spirometria valuta il funzionamento generale del polmone. Le misurazioni del volume espiratorio forzato nel primo secondo e della capacità vitale forzata vengono utilizzate per determinare se un processo restrittivo o ostruttivo è l'eziologia dell'ipoventilazione. Se si sospetta un ristagno d'aria, ciò può indicare patologie come la broncopneumopatia cronica ostruttiva o asma.
- La radiografia del torace è essenziale in ogni valutazione delle malattie respiratorie per determinare patologie anatomiche e per escludere polmoniti o edema polmonare.
- La tomografia computerizzata del torace è una valutazione radiografica più dettagliata e viene tipicamente utilizzata come passo successivo per elucidare ulteriormente patologie sospettate sulla radiografia del torace.
- L'ecocardiografia può essere considerata se si sospetta un'anomalia cardiopolmonare. In particolare, la funzione del cuore può essere valutata analizzando la frazione di eiezione e la funzione valvolare.
- Elettrocardiogramma ed elettromiografia vengono utilizzati per valutare eventuali patologie del sistema nervoso centrale e neuromuscolari.
- La polisonnografia è essenziale per la valutazione del sospetto apnea centrale o sindrome delle apnea ostruttiva del sonno.

### Trattamento
Il trattamento dell'ipercapnia dovrebbe mirare alla patologia sottostante. Esistono interventi diretti per assistere nella rimozione della CO2 attraverso il miglioramento della ventilazione polmonare. Questi includono la ventilazione a doppia pressione positiva (BiPAP), la ventilazione a pressione positiva continua (CPAP) e l'intubazione con ventilazione meccanica nei pazienti gravemente malati. Il BiPAP è tipicamente preferito in un paziente sveglio e vigile che può proteggere le proprie vie respiratorie, poiché consente uno scambio d'aria migliore tra lo spazio alveolare e l'aria atmosferica fornendo livelli alternati di supporto positivo della pressione alle vie respiratorie. Il CPAP è utilizzato nei pazienti dove è necessario il contenimento delle vie aeree. Tuttavia, questo è inferiore per lo scambio di CO2 rispetto al BiPAP. Sebbene tecnicamente non invasivi, questi trattamenti sono scarsamente tollerati a causa del disagio da parte di molti pazienti e funzionano come terapia ponte per recuperare senza misure più invasive. La ventilazione meccanica è l'opzione più invasiva tra quelle elencate, ma consente al medico un migliore controllo sia del ritmo respiratorio sia del volume corrente, oltre a FiO2 e supporto pressorio. Se un paziente non è sveglio, vigile o in grado di proteggere le proprie vie respiratorie, l'intubazione dovrebbe essere seriamente presa in considerazione. BiPAP, CPAP e intubazione non sono trattamenti curativi di per sé, ma sono di supporto come misure di stabilizzazione mentre l'eziologia sottostante viene corretta. Indipendentemente dal tipo di supporto utilizzato, è essenziale ottimizzare lo stato di ossigenazione mantenendo una saturazione di ossigeno del 90% o superiore.

### Diagnosi differenziale
Esistono numerose patologie che portano all'ipercapnia e devono essere considerate per una corretta diagnosi differenziale. Queste includono:
- Sindrome da distress respiratorio acuto
- Esacerbazione dell'asma
- Apnea centrale o ostruttiva del sonno
- Broncopneumopatia cronica ostruttiva cronica o esacerbazione acuta
- Sovradosaggio da farmaci
- Inalazione di CO2 esogena
- Trauma al cranio o al midollo cervicale
- Miastenia grave
- Mixedema
- Sindrome da ipoventilazione nell'obesità (sindrome di Pickwick)
- Polineuropatia
- Poliomielite
- Disturbi primari dell'apparato muscolare
- Porfiria
- Ipoventilazione alveolare primaria
- Edema polmonare
- Tetano

### Prognosi
L'ipercapnia ha una prognosi variabile in base all'esatta eziologia scatenante, e in generale i pazienti più giovani hanno una prognosi migliore rispetto ai pazienti più anziani.